# Peter Lundin
Peter Lundin (* 15. Februar 1972 in Solrød) ist ein verurteilter dänischer Serienmörder.

## Erster Mord und Haft
Lundin wurde als Kind des Dänen Ole Lundin und der Deutschen Anna Schaftner in Dänemark geboren. Nach der Zwangsversteigerung ihres Hauses zog die Familie nach Florida in die Vereinigten Staaten, wo Lundins Vater einen Zweitwohnsitz besaß und sie sich mit finanzieller Hilfe der Großeltern über Wasser hielten. Lundin fiel in seiner Jugend bereits wegen Gewaltdelikten und Diebstählen auf.
Am 7. April 1991 erdrosselte er seine Mutter, weil diese ihm die Haare schneiden wollte und brach ihr anschließend das Genick. Mit Hilfe seines Vaters verscharrte er die Leiche an einem über 700 km weit entfernten Strand in North Carolina. Im November desselben Jahres wurde die Leiche entdeckt und Lundin sowie sein Vater in Kanada verhaftet, wohin sie geflohen waren. 1992 wurde Lundin wegen Mordes zu 15 bis 20 Jahren Haft verurteilt, sein Vater erhielt wegen seiner Mittäterschaft zwei Jahre Haft.
Bekannt wurde Lundin durch ein Interview, das er während der Haft 1994 dem dänischen Fernsehen gab. Während des Gespräches malte er eine Hälfte seines Gesichtes schwarz, die andere Hälfte weiß an, um so die beiden Seiten seines Charakters darzustellen. Seine Erklärungen in dem Interview waren sehr egozentrisch und teilweise so wirr, dass ein Psychologe ihn anschließend zum ausgeprägten Psychopathen erklärte. Zudem erfüllte er 39 von 40 möglichen Punkten auf der Psychopathie-Checkliste nach Robert D. Hare. Das außergewöhnliche Testergebnis entspricht somit dem, des amerikanischen Serienmörders Ted Bundy, der ebenfalls das höchste, je gemessene Ergebnis von 39 Punkte erreichte.
Nach dem Interview erhielt Lundin Post von Frauen, die ihm einen Heiratsantrag machten. Nach kurzer Zeit heiratete er eine 33-jährige Dänin im Gefängnis und wurde aufgrund einer Gefängnisreform und der Ehe nach nur sieben Jahren Haft vorzeitig entlassen und nach Dänemark ausgewiesen, wo er bei seiner Ehefrau einzog.

## Dreifachmord und erneute Haft
In Freiheit wurde er jedoch wieder gewalttätig und schlug seine Frau sowie deren Tochter, worauf sie ihn aus dem Haus verwies. Lundin lernte daraufhin die 36-jährige Marianne Pedersen und ihre beiden Söhne, den 12-jährigen Brian und den 10-jährigen Dennis, kennen und zog zu ihnen nach Rodovre, nahe Kopenhagen. Weil er auch Marianne regelmäßig verprügelte und bestahl, kam es am 16. Juni 2000 nach einem Schulfest der beiden Kinder zu einem heftigen Streit, worauf Peter Lundin sich zuerst auf Marianne, dann auf die Kinder stürzte und allen mit bloßen Händen das Genick brach. Anschließend zerteilte er mit einer Axt und einem Winkelschleifer alle drei Leichen in der Badewanne des Hauses, ehe er die Körperteile in Plastiktüten verpackt in einer Tiefkühltruhe einfror. Mit Hilfe seines Vaters entsorgte er anschließend die Tüten im Müll, der dann in die Müllverbrennungsanlage transportiert und vernichtet wurde.
Am 4. Juli 2000 wurde Lundin und am 11. Juli 2000 sein Vater verhaftet und verhört. Im Haus der Männer wurden eine Axt und ein Winkelschleifer gefunden, die mit Blutspuren aller drei Opfer behaftet waren, zudem hatte man Blutspuren der Opfer im Haus der Pedersens gefunden. Die beiden Männer waren auch von Nachbarn dabei beobachtet worden, wie sie die Plastiktüten nach dem Tatzeitpunkt im Müll entsorgten. Lundin legte am 19. Oktober 2000 ein Geständnis ab und zeigte bei einem Ortstermin der Polizei, wie er seinen Opfern das Genick brach und die Leichen verstümmelte. Am 15. März 2001 wurde er zu lebenslanger Freiheitsstrafe verurteilt. Sein Vater leugnete, bei der Beseitigung der Leichen geholfen zu haben und argumentierte, er habe nicht gewusst, was sich in den Tüten befände. Da ihm das Gericht eine Mittäterschaft nicht nachweisen konnte, aber Gegenstände der Pedersens in seinem Haus fanden, wurde er lediglich wegen Diebstahls zu vier Monaten Haft verurteilt.
Im Sommer 2008 heiratete Lundin erneut im Gefängnis und wurde Vater, zudem änderte er seinen Namen in Bjarne Skounborg. Erneut in die Schlagzeilen geriet er durch zahlreiche selbstaufgenommene und mit Panflötenmusik hinterspielte Kassettenbänder, auf denen er in Englisch schilderte, warum und wie er die Pedersens ermordete. Seine Bänder wurden durch die Medien der Öffentlichkeit gezeigt, um mit dieser Aktion zu erreichen, dass Lundin nicht mehr aus dem Gefängnis entlassen wird.